# 済西の戦い
済西の戦い（さいせいのたたかい）は、紀元前284年に燕の名将の楽毅が総大将となり、秦・趙・韓・魏の五国合従軍が斉に大勝した戦い。

## 背景
戦国時代中期、斉が秦とともに東帝・西帝を名乗るほどに栄えていた。隣国で弱小国の燕では紀元前318年、燕王噲は国相の子之に譲位し、太子平との王位継承争いが起こった。斉の宣王は紀元前314年、燕の公子職（後の昭王）の援助を名目に、燕に侵攻し五十日で燕を破り、燕王噲と子之を殺した。しかし、燕は斉軍に焼かれ略奪された。燕国民が紛起し、各国も燕の救援ために出兵の準備を行っていた。そのため斉軍は撤退した。趙の武霊王は燕の内乱に応じて楽池を将として燕王噲の庶子である公子職を燕に送り、昭王として即位した。昭王は即位後、賢士を招くため内政を改革し、産業を発展させ、父王の仇でもある斉に復讐する準備をしていた。紀元前301年、宣王が死に、子の湣王が即位した。斉軍は南の宋・楚や西の三晋（韓・魏・趙）に連年攻撃し、国力を消耗していった。昭王は斉を攻撃する機会をうかがっていたが、土地・人口や経済力では燕は斉に劣っているため、燕単独では斉に勝つことは不可能だった。この状況下で燕の将軍楽毅は他の国との関係を確立し、斉を孤立させるように提案した。斉に宋を滅ぼさせて、各国との関係を悪化させて合従軍をくみ、斉を滅ぼすという策略を燕昭王は採用した。
この為に、燕は斉に表面上に降伏し、蘇秦を斉に入国させて離間活動を行いつつ、湣王の信任を得た。斉は北方の燕との国境の警備を緩めた。紀元前288年10月、秦の昭襄王と斉王が同時に帝を名乗り同盟が結成された。蘇秦は湣王に斉と秦の盟約を破り、帝号を廃し、宋を滅ぼす機会を伺うように提言した。湣王は提言を聞き入れ、十二月に帝号を廃し、代わりに秦の昭襄王の帝号を廃し、他国に秦を攻撃するように求めた。湣王は秦に勝利を納めたあと、宋を滅ぼすために出兵した。しかし、斉による宋の攻撃、滅亡は斉と秦・趙の関係だけでなく、韓・魏・楚にも大きな脅威と映るようになった。

## 過程
紀元前284年、燕の昭王は楽毅を上将軍として、燕・秦・韓・趙・魏の五国合従軍を統率させ斉を攻撃させた。斉の湣王は田觸を将とし斉の全軍を率いた。斉軍主力は済水を渡河した。両軍は済水の西で決戦を行った。斉軍の士気は連年の戦争により、低くかった。兵士に死戦を行わせるために、湣王は先祖の墓を掘って兵士を殺すと脅したが、さらに兵士の士気が低下した。その結果、合従軍が進攻した時田斉軍は一瞬で壊滅状態となるほどの惨敗を喫した。田觸は逃亡し、副将の田達は残兵を率いて王都の臨淄に撤退した。斉軍の主力が壊滅したあと、楽毅は秦、韓の両軍を帰還させ、魏軍は宋の地を攻め、趙軍は河間を占領した。燕将の劇辛は斉の奥深くまで侵入するのではなく、国境の城を攻めとるように楽毅に進言したが、楽毅は湣王の悪政によって斉の民の心が離れている事を指摘し、この機を逃す手は無いとして、斉の奥深くまで攻め込んだ。斉の人々は大いに混乱して統制を失い、湣王は莒へと逃走した。。
この時、楚の頃襄王は斉を救うことを名目に淖歯を送りこんだ。淖歯は莒の湣王を殺し、斉に占領されていた淮北を取った。
楽毅は臨淄を攻略後善政を敷き、軍事規律を肯定し、略奪を厳しく禁止、残酷な法律や過酷な税を廃止し、民衆の支持を集めた。その後、軍隊を分割して、斉軍を完全に排除し、斉国の占領を拡大した。燕軍は僅か六カ月で斉の七十余りの城を占領し、莒と即墨の両城だけが残った。紀元前283年、斉の大臣王孫賈らが淖歯を殺し、湣王の子の田法章を擁立し、襄王として即位した。襄王らは莒で籠城し、燕軍に対して必死に抵抗した。即墨では将が戦死し、田単を将軍として燕軍の攻撃から城を堅守した（即墨の戦いを参照）。

## 影響
済西の戦いの大勝は燕に短い全盛期をもたらした。斉は亡国の状態に近かったが、即墨の戦いで田単の反間の計により斉は復興した。